# سیارک ۴۲۰
سیارک ۴۲۰ (به انگلیسی: 420 Bertholda، نامگذاری:1896CY) چهارصد و بیستمین سیارک کشف شده‌است که در ۷ سپتامبر ۱۸۹۶ و در هایدلبرگ کشف شد.
قدر مطلق سیارک برابر ۸٫۳۱ است.